# 武威文庙
37°55′27″N 102°38′32″E / 37.92417°N 102.64222°E
武威文庙位于中国甘肃省武威市凉州区，始建于明正统二年至四年（1437年-1439年），成化、顺治、康熙、乾隆、道光及民国年间曾多次重修。1996年被列为第四批全国重点文物保护单位。
武威文庙坐北朝南，南北长198米，东西宽152米，总占地3万余平方米。整个建筑群可分为东中西三组。东部有山门、桂籍殿、崇圣祠等建筑，总称文昌宫；中部为文庙的核心部分，有泮池、状元桥、棂星门、戟门、大成殿、尊经阁等建筑；西部为儒学院。文庙内还藏有唐至清代石碑三十余通，清至民国匾额数十块。